# 大貫義郎
大貫 義郎（おおぬき よしお、1928年 - ）は、日本の物理学者。専門は素粒子論。学位は、理学博士（名古屋大学・論文博士・1961年）。名古屋大学名誉教授。坂田学派と呼ばれる坂田昌一博士の弟子の一人。
大貫は、坂田モデルに潜む粒子が互いに同等というYOO（山口・小川・大貫）対称性を元に、坂田モデルを群であらわすことに成功した。これが素粒子論の基礎となった。今に至るも素粒子論はこの記述方式に従い理論が構成されている。大貫は、この業績で、1965年と1966年の二度、マレー・ゲルマンやユヴァル・ネーマンらとの連名で、ノーベル物理学賞候補となっていたと、以前のノーベル財団によるノミネートリストには掲載されていたが、2025年時点のノミネートリストには見当たらなくなっている。

## 主な業績
現在の素粒子論は大貫が作り出した群による素粒子の解明と分類の考えが基礎になっている。クォークから大統一理論まで、すべて大貫の群論を基礎に発展した。大貫の群論は現在の素粒子論の基本原理をなしている。大貫の群論SU3は、坂田モデル
の3個の基本粒子が入れ替えに対して性質が変わらないという素粒子の対称性が元になっている。この素粒子の対称性を小川修三と山口嘉夫は互いに独立に見出した。この新たに見出されたYOO（山口・小川・大貫）対称性を基礎にして、大貫はすべての素粒子が基本粒子の組み合わせによって得られるという数学モデル（群論）を世界で最初に創り出した。
大貫の群論は素粒子論の基礎原理であり、これを基礎とした理論は大統一理論にまで及んでいる。大貫の生み出した、素粒子を群で解明する方法に従い、長い歴史を通じて素粒子論は形成されてきた。
たとえばクォークの数学構造は大貫のSU3と数学的には同等とされている。
大貫のSU3群の3個の基本粒子を8個のオクテットに置き換えたものが、ゲルマンのクォークの数学構造になっている。この3個の粒子から8個の粒子への変更は、数学的には大貫の群モデルを8道説で単に置き換えただけであり、数学的にはまったく同等とされている。
3個の基本粒子から8個のオクテットが造られることに注意。だから数学的には、ゲルマンのクォークは大貫の数学モデルと同等になっている。両方の違いは、素粒子の組み合わせの群論において、途中で8道説という組み合わせ段階をひとつ増やしただけである。ここにゲルマンらの工夫が見られる。

### その他
大貫は益川敏英、小林誠が名古屋大学の大学院生であった時の指導教官である。

## 経歴
- 1953年 名古屋大学理学部物理学科卒業
- 1960年 名古屋大学理学部助手
- 1961年 名古屋大学より理学博士の学位を取得、論文の題は「素粒子の複合模型」
- 1971年 名古屋大学理学部教授
- 1992年 名古屋女子大学教授

## 著書
- 1976年 ポアンカレ群と波動方程式 (応用数学叢書)
- 1987年 解析力学 (物理テキストシリーズ)
- 1992年 経路積分の方法 (岩波講座 現代の物理学)
- 1994年 岩波講座現代の物理学 (5)
- 1994年 岩波講座現代の物理学 (1)
- 2000年 経路積分の方法 (現代物理学叢書)
- 2001年 力学 (現代物理学叢書)
- 2001年 場の量子論 (現代物理学叢書)
- 2002年 量子と位相 (物理のたねあかし)